# Todd (rivier)

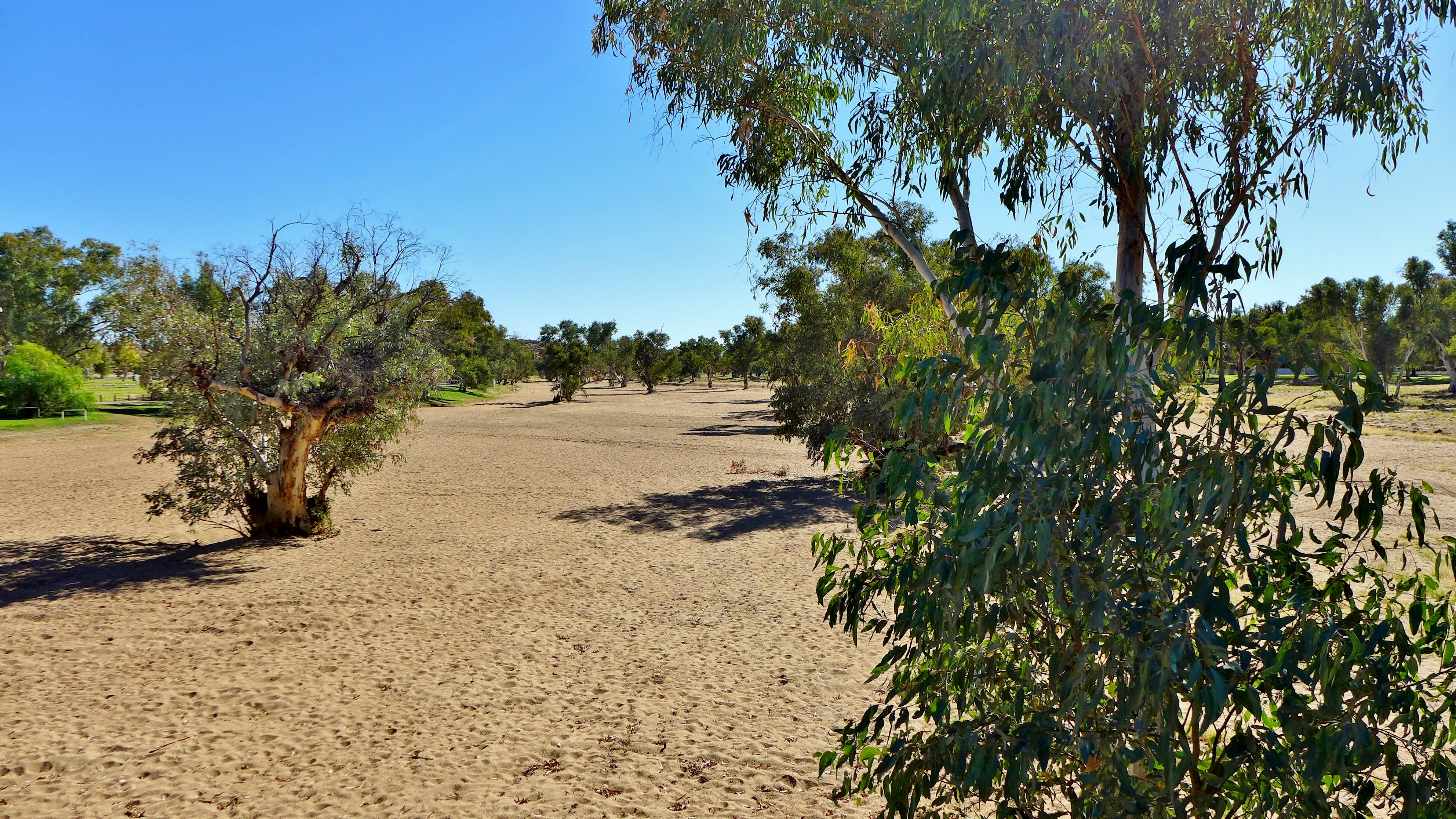
De Todd bij Alice Springs

De Todd is een rivier in Centraal-Australië. Ze ontspringt in het MacDonnellgebergte ten noorden van Alice Springs in het Noordelijk Territorium en stroomt in zuidoostelijke richting. Na 50 km mondt ze uit in de rivier de Hale, die op haar beurt uitmondt in het Eyremeer in Zuid-Australië.
Deze rivier ligt in het droogste gedeelte van Australië en heeft gedurende het grootste deel van het jaar weinig of geen water. Als de Todd stroomt is het water bruin door het meegevoerde sediment.
De Todd stroomt door Alice Springs. Hier wordt ieder voorjaar de Henley-on-Todd Regatta gehouden. Omdat de rivier dan normaliter droog staat leggen de deelnemers het parcours rennend af met hun boten zonder bodem. In 1993 moest de race worden afgelast omdat er water in de Todd stond.